# أرجيروصور
عظاءة فضية (التسمية الثنائية:†Argyrosaurus) هي جنس منقرضة من الزواحف تتبع فصيلة العظايا الفضية من رتبة سحليات الورك.